# De Spangen

Het wapen van de familie de Spangen

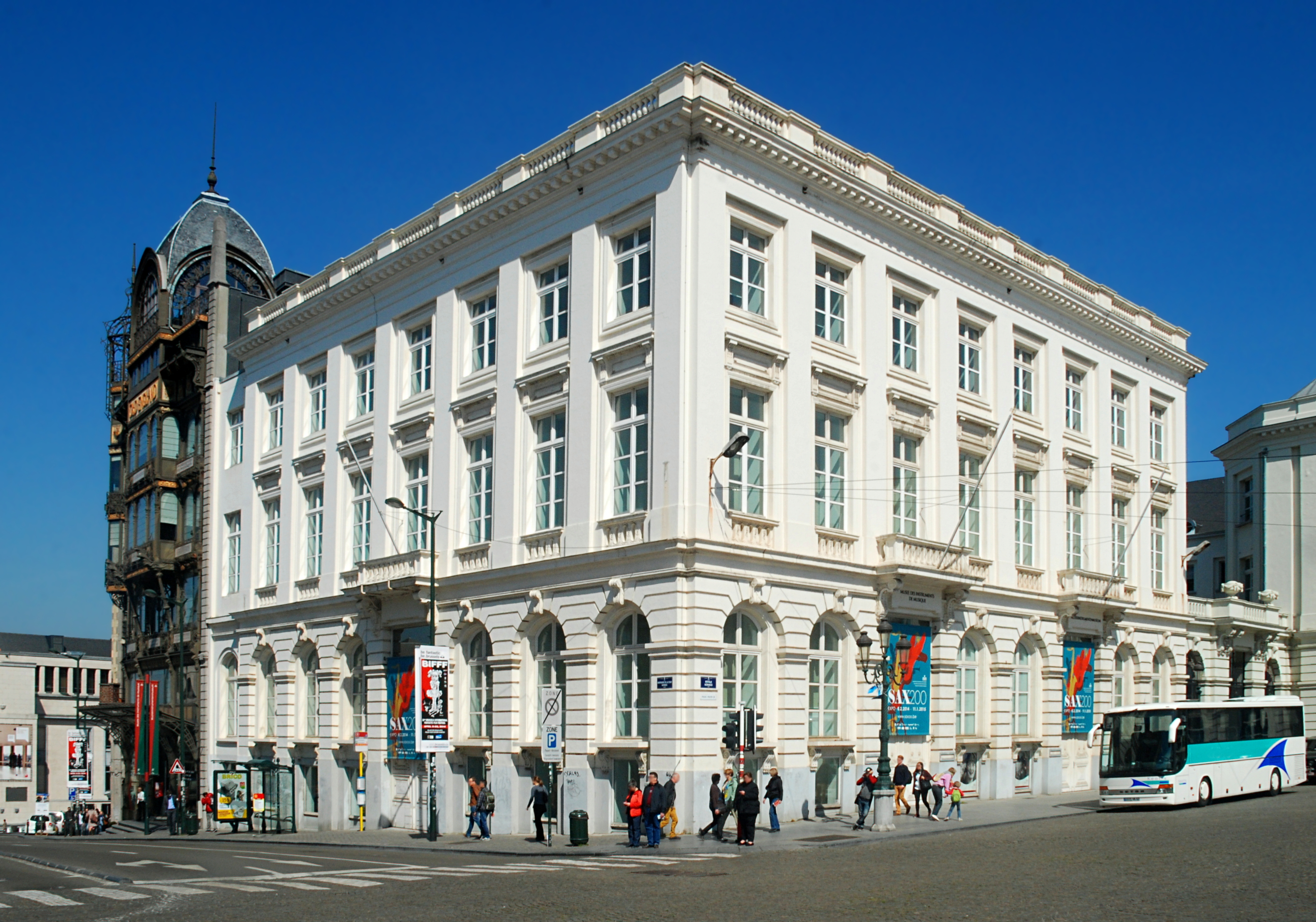
Het hotel de Spangen op het Koningsplein in Brussel, gebouwd door een lid van de familie de Spangen tegen het einde van de 18de eeuw.

De Spangen was een Zuid-Nederlands adellijk geslacht.

## Geschiedenis
In 1607 werd aan Corneille de Spang(h)en (1571-1638), heer van Terbist, de persoonlijke titel van ridder verleend door aartshertog Albert van Oostenrijk. In 1634 volgde de verlening van de titel baron van het Heilige Roomse Rijk, overdraagbaar op alle afstammelingen, door keizer Ferdinand II aan Corneille de Spangen, zoon van de voorgaande. In 1686 werd door koning Karel II van Spanje de titel graaf, overdraagbaar bij eerstgeboorte, toegekend aan baron Charles de Spangen van Uytemesse.
In 1687 werd de heerlijkheid Herent verheven tot baronie de Spangen met toekenning van de titel baron door koning Karel II van Spanje ten gunste van Justus-Philibertus de Spangen, vaandrig bij de cavalerie. In 1698 werd de titel graaf, overdraagbaar bij eerstgeboorte, door koning Karel II van Spanje toegekend aan baron Assuère-Henri de Spangen van Uytemesse. 
In 1820 kreeg baron Charles de Spangen nog een late (niet in het Verenigd Koninkrijk der Nederlanden geregistreerde) verheffing tot graaf vanwege de keizer van Oostenrijk.
Nadat de adellijke status in 1795 geannuleerd werd, konden vier leden van de familie de Spangen in de jaren 1816 en erna opnieuw erkenning in de erfelijke adel verkrijgen. De oorsprong van deze vernieuwde adel lag genealogisch bij de zestiende-eeuwse edelman Philippe de Spangen (1538-1579), die trouwde met Jossine van den Bongaert (1543-1597). Hij was de vader van 
- Ridder Corneille de Spangen (1571-1638), die trouwde met Anna de Halmale (1564-1628) en de verre voorvader was van de twee eerste takken hierna genoemd.
- Philibert de Spangen (° 1574), die trouwde met Eleonore Damant en de verre voorvader was van de derde en vierde tak hierna genoemd.

## François de Spangen, eerste tak
Graaf François de Spangen (Bergen, 4 april 1760 - Brussel, 10 april 1826), was een zoon van baron Charles de Spangen (1715-1792), heer van Baudries en Vosmaer, lid van de Tweede stand in de provincie Henegouwen, en van Françoise de Croix (1731-1778). In 1815, ten tijde van het Verenigd Koninkrijk der Nederlanden, werd Frans de Spangen erkend te behoren tot de adel en benoemd in de Ridderschap van de provincie Zeeland met de titel van graaf; dit besluit werd geannuleerd. In 1816 volgde een nieuw erkenningsbesluit en benoeming in de Ridderschap van Zuid-Brabant; daarbij werd hem de titel van graaf, overdraagbaar bij eerstgeboorte, verleend. Hij werd in augustus 1815 grondwetsnotabele voor het arrondissement Charleroi, lid van de Eerste Kamer der Staten-Generaal (1815-1826) en kamerheer van de koning. Hij trouwde met Louise de Flaveau de la Raudière de Loverval (1773-1833). Ze hadden een enige dochter:
- Jonkvrouw Louise de Spangen (1799-1845), die trouwde in 1818 met graaf Werner de Merode (1797-1840), lid van het Nationaal Congres.[1]

## Charles de Spangen, tweede tak

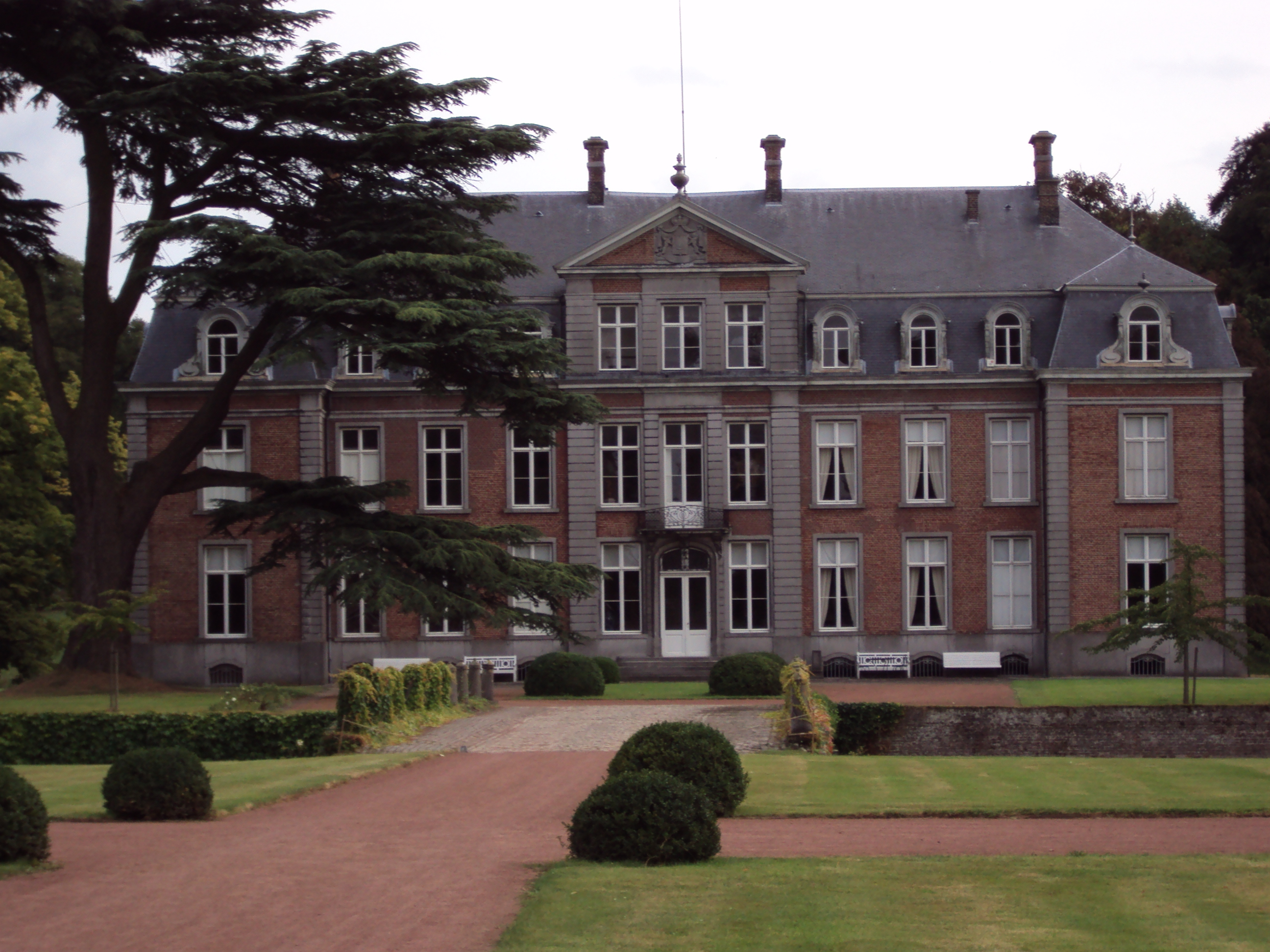
Kasteel Ten Bieze in Beerlegem, bewoond door het echtpaar de Spangen-Rodriguez en door hun zoon burgemeester de Spangen, daarna door de Marchant et d'Ansembourg

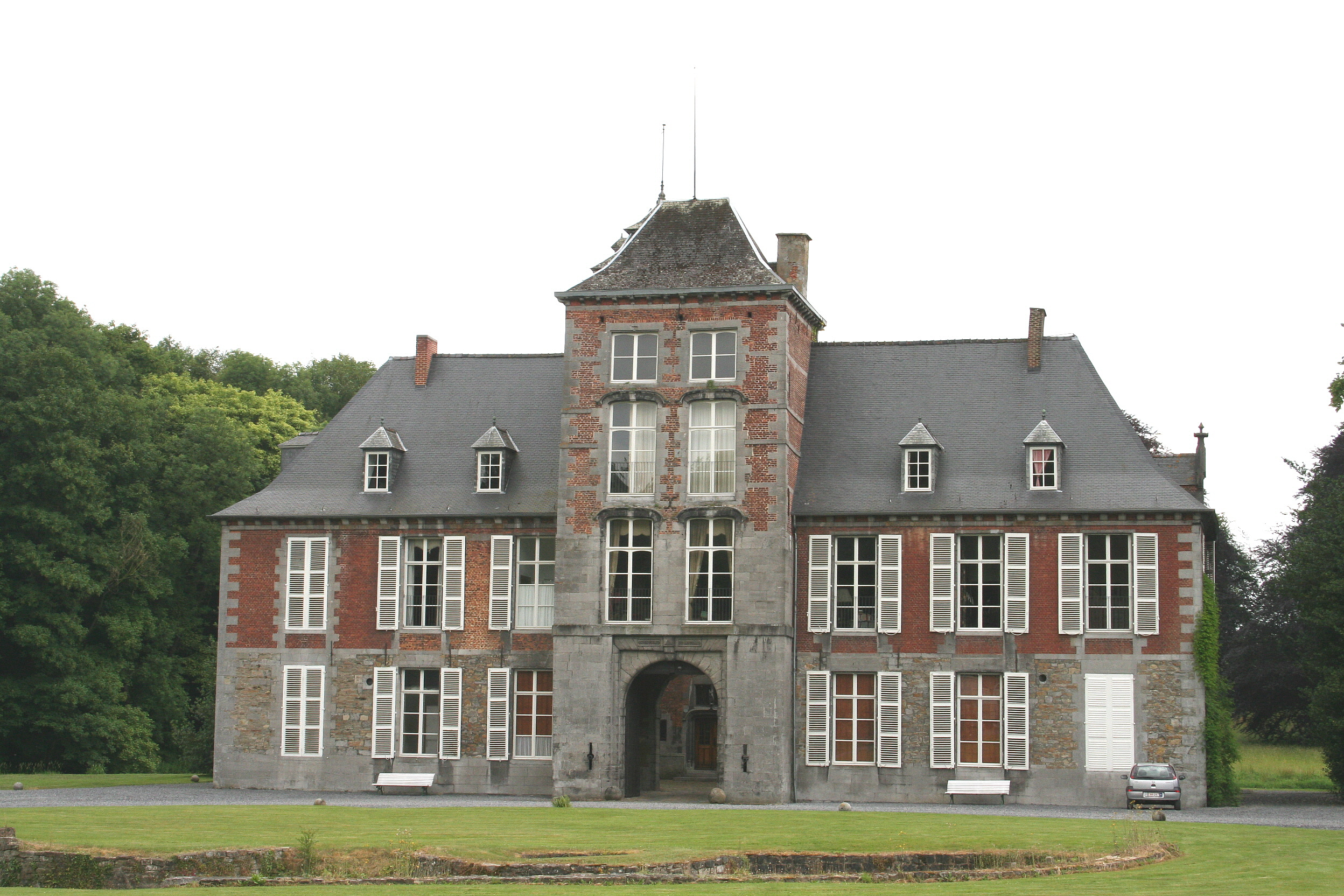
Het kasteel La Follie in Ecaussines, bewoond door de Spangen en opvolgers de Lichtervelde (tot heden)

Graaf Charles Victor de Spangen (Wenen, 13 juni 1813 - Ecaussines-Enghien, 14 oktober 1873), was legatieattaché en werd generaal in het Oostenrijkse leger. Zijn vader, baron en generaal-majoor Charles de Spangen (1761-1824), broer van voornoemde François, had zich in Oostenrijk gevestigd en was er in 1820 tot graaf bevorderd. Hij was er in 1807 getrouwd met Joséphine de la Fons de la Plesnoye (1775-1847). Charles was in Wenen geboren, maar keerde na een carrière in het Oostenrijkse leger naar het koninkrijk België terug, waar hij in 1844 getrouwd was met Marie-Madeleine Rodriguez d'Evora y Vega (1822-1920). In 1871 werd hij erkend te behoren tot de Belgische adel met de verlening van de titel van graaf overdraagbaar op alle afstammelingen. Hun drie kinderen waren:
- Marguerite gravin de Spangen (1853-1922), die trouwde in 1876 met graaf Gontran de Lichtervelde (1849-1905), ambassadeur.
- Louis graaf de Spangen (1860-1920), burgemeester van Beerlegem, bleef vrijgezel.
- Marie-Thérèse gravin de Spangen (1863-1940), laatste van het adellijke geslacht de Spangen; trouwde met Louis graaf de Marchant et d'Ansembourg (1858-1926).

Charles de Spangen erfde van zijn neef, ridder Sébastien-Charles de la Barre d'Erquelinnes, het kasteel 'La Folie' in Ecaussines-Lalaing en ging er wonen. Het werd na hem geërfd door Gontran de Lichtervelde.

## Juste de Spangen, derde tak
Graaf Corneille Juste Philibert Philippe de Spangen (Brussel, 27 november 1726 -  10 december 1817), was onder het ancien régime lid en gedeputeerde van de Tweede stand voor Brabant, baron van Herent, heer van Valkenisse en kamerheer van de keizer van Oostenrijk. Hij was een zoon van Philippe de Spangen, baron van Herent, en van Anne-Marie de Spangen. Hij werd in 1816, ten tijde van het Verenigd Koninkrijk der Nederlanden, erkend in de erfelijke adel met de titel graaf. Hij werd tevens benoemd in de Ridderschap van de provincie Zuid-Brabant. Hij bleef vrijgezel.

## Jean de Spangen, vierde tak
Baron Jean Guillaume Joseph Norbert de Spangen (Brustem, 20 juni 1748 - Brussel, 28 april 1818) was een zoon van Norbert de Spangen, majoor bij het regiment Los Rios, en Jeanne de Negry. Hij werd in 1816 erkend in de erfelijke adel met de titel baron en benoemd in de Ridderschap van Zuid-Brabant. Hij trouwde in Namen in 1787 met zijn verre nicht barones Marie de Spangen d'Uytermesse (1759-1828), zus van de hierboven gemelde François en de Oostenrijkse graaf Charles de Spangen. Het huwelijk bleef kinderloos. Hij werd kamerheer van koning Willem I.
De laatste mannelijke erfgenaam was Louis de Spangen, die in 1920 overleed, en de laatste naamdraagster was Marie-Thérèse de Spangen, die in 1940 overleed.